# Здравко Станковић
Здравко Станковић (4. децембар 1980) је српски политичар. У Народној скупштини Србије је од 2016. године као члан Социјалдемократске странке (СДС).

## Рани живот и каријера
Станковић је економиста. Био је члан опозиционе групе Отпор! 2000. године и учествовао је у протестима против администрације Слободана Милошевића. У августу 2000. године ухапшен је док је делио позивнице за пројекцију опозиционог филма.

## Политичка каријера
Станковић је био председник Скупштине општине Земун, од 2000. до 2004. године и председник Привременог већа општине 2009. године. Од 2008. до 2012. године био је члан управног одбора Дирекције за урбанизам и изградњу града Београда. У овом периоду, био је члан Демократске странке (ДС).
Станковић је освојио 222. место на изборној листи коалиције „Избор за бољи живот“ коју је предводио лидер ДС-а Борис Тадић на парламентарним изборима 2012. године. Ово је била прениска позиција да би избор био реална могућност, и заиста није био изабран.
Демократска странка се потом поделила на две фракције, а Тадић је 2014. године створио отцепљену групу под називом Нова демократска странка. Ова група је учествовала на парламентарним изборима 2014. у фузији са Зеленима Србије и у савезу са другим странкама; након избора, Нова демократска странка је реконституисана као СДС. Станковић је стао на страну Тадића током раскола, био је један од оснивача нове странке и обављао је функције у њеном руководству. На изборима 2014. године појавио се на двадесет деветом месту на Тадићевој листи; листа је освојила осамнаест мандата, а он поново није изабран.
Станковић је на парламентарним изборима 2016. унапређен на тринаесто место на коалиционој листи СДС-а и других странака и изабран је када је листа освојила тринаест мандата. Српска напредна странка и њени савезници су победили на изборима, а СДС је у опозицији. Станковић је тренутно члан одбора за економију, регионални развој, трговину, туризам и енергетику; заменик члана одбора за просторно планирање, саобраћај, инфраструктуру и телекомуникације; члан радне групе за политичко оснаживање особа са инвалидитетом; и члан парламентарних група пријатељства са Алжиром, Азербејџаном, Египтом, Израелом, Казахстаном, Северном Македонијом и земљама подсахарске Африке.